# 川上昌久
川上 昌久（かわかみ まさひさ）は、戦国時代の武将。島津氏の家臣。川上氏10代当主。

## 略歴
9代当主・川上安久の子として誕生。
島津氏14代当主、島津勝久の家老職にあった。天文4年（1535年）、他の重臣16名と共に連判状によって奸臣・末弘忠重を斥けるよう勝久に諫言するも聞き入れられなかったため、自ら忠重を殺害する。一旦は禰占へ身を隠した勝久が帰還すると、勝久の命で大興寺で自害に追い込まれる。
勝久は次いで川上氏の居城を攻めたが、昌久室は家臣と共に籠城。勝久の軍を撃退し、後に島津忠良に賞され旧領を安堵されたと言う。